# Potok (Berek)
Potok (1910 és 1981 között Mali Potok) falu Horvátországban Belovár-Bilogora megyében.

## Fekvése
Belovártól légvonalban 18, közúton 24 km-re délre, községközpontjától 2 km-re keletre, a Monoszlói-hegység keleti lejtőin, a Krivaja-patak jobb partján fekszik. Közigazgatásilag Berekhez tartozik.

## Története
A település a 17. században a folyamatos betelepítések következtében jött létre. 1774-ben az első katonai felmérés térképén „Dorf Pottok” néven szerepel. A Horvát határőrvidék részeként a Kőrösi ezredhez tartozott. Lipszky János 1808-ban Budán kiadott repertóriumában „Pottok” a neve.  
Nagy Lajos 1829-ben kiadott művében ugyancsak „Pottok” néven 41 házzal, 215 katolikus vallású lakossal találjuk. A település 1809 és 1813 között francia uralom alatt állt. 
A katonai közigazgatás megszüntetése után Magyar Királyságon belül Horvátország része, Belovár-Kőrös vármegye Garesnicai járásának része lett. A településnek 1857-ben 107, 1910-ben 138 lakosa volt. Lakói mezőgazdaságból, állattartásból éltek. 1918-ban az új szerb-horvát-szlovén állam, majd később Jugoszlávia része lett. 1941 és 1945 között a németbarát Független Horvát Államhoz, majd a háború után a szocialista Jugoszláviához tartozott. A háború után a fiatalok elvándorlása miatt lakossága folyamatosan csökkent. 1991-től a független Horvátország része. 1991-ben lakosságának 70%-a horvát, 13%-a szerb nemzetiségű volt. A délszláv háború idején mindvégig horvát kézen maradt. 2011-ben a településnek 64 lakosa volt.

## Lakossága
| Lakosság változása | Lakosság változása | Lakosság változása | Lakosság változása | Lakosság változása | Lakosság változása | Lakosság változása | Lakosság változása | Lakosság változása | Lakosság változása | Lakosság változása | Lakosság változása | Lakosság változása | Lakosság változása | Lakosság változása | Lakosság változása |
| ------------------ | ------------------ | ------------------ | ------------------ | ------------------ | ------------------ | ------------------ | ------------------ | ------------------ | ------------------ | ------------------ | ------------------ | ------------------ | ------------------ | ------------------ | ------------------ |
| 1857               | 1869               | 1880               | 1890               | 1900               | 1910               | 1921               | 1931               | 1948               | 1953               | 1961               | 1971               | 1981               | 1991               | 2001               | 2011               |
| 107                | 106                | 119                | 124                | 136                | 138                | 144                | 161                | 183                | 164                | 151                | 125                | 100                | 63                 | 52                 | 64                 |